# Aiguille des Grands Charmoz
Aiguille des Grands Charmoz – szczyt w Masywie Mont Blanc, w grupie górskiej Aiquilles de Chamonix. Znajduje się na terytorium Francji(departament Górna Sabaudia). Szczyt można zdobyć ze schroniska Refuge d’Envers des Aiguilles (2523 m).
Pierwszego wejścia dokonali H. Dunod, P. Vignon, J. Desailloux, F. Folliguet, F. i G. Simond 9 sierpnia 1885 r.